# 安井一真
安井 一真（やすい かずま、1994年2月12日 - ）は、日本の男性の歌手、俳優。Heazelz所属。音楽グループ・XOXの元メンバー。

## 略歴・人物
- 趣味は映画鑑賞、読書、作詞作曲[1]。
- 「BOYS GP WEST 2015」のファイナリスト。[2]DRESS_No.としてデビュー。
- 2015年12月28日に、劇団番町ボーイズ☆への正式加入が発表された。[3]
- 2018年1月29日に、XOXへの加入が発表された。
- 2020年3月25日にXOXを卒業。4月30日には番町ボーイズ☆卒業。ソニー・ミュージックエンタテインメントから現事務所ケテルへ移籍。同年9月より「natsu」名義での音楽活動開始。

## 出演

### 舞台
- 番町ボーイズ☆
  - 第3回本公演「HOME〜魔女とブリキの勇者たち〜」（2015年11月18日 - 23日） - 今西直哉 役
  - 第4回本公演 with 人狼TLPT S「天下統一恋の乱 Love Ballad 〜序章〜」（2016年10月13日 - 16日） - 徳川家康 役
  - 第7回本公演「マネキンライフ」（2017年6月9日 - 11日） - ナツキ 役
  - 第10回本公演 舞台「クローズZERO」（2017年8月31日 - 9月3日） - 三上豪 役
  - 第11回本公演「眠れない羊〜番町ボーイズ☆の場合〜」（2018年5月16日 - 20日） - 丸若 役
  - 第12回本公演「さらば、ゴールドマウンテン」（2018年8月22日 - 26日） - 日替わりゲスト
- あんさんぶるスターズ！ - 日々樹渉 役
  - あんさんぶるスターズ！On Stage Take Your Marks！（2017年1月5日 - 17日、AiiA2.5 Theater Tokyo / 1月25日 - 29日、梅田芸術劇場 シアタードラマシティ） [4]
  - あんさんぶるスターズ！エクストラ・ステージ〜Judge of Knights〜（2017年9月7日 - 18日、シアター1010 / 9月22日 - 24日、新神戸オリエンタル劇場） [5]
  - あんさんぶるスターズ！オン・ステージ〜To the shining future〜（2018年1月19日 - 21日、梅田芸術劇場 シアター・ドラマシティ / 1月25日 - 2月5日、シアター1010）[6]
  - 劇団『ドラマティカ』ACT1／西遊記悠久奇譚（2021年10月23日 - 27日、日本青年館ホール / 11月1日 - 7日、AiiA 2.5 Theater Kobe / 11月12日 - 14日、TACHIKAWA STAGE GARDEN）- 三蔵 / 日々樹渉 役[7]
  - 劇団『ドラマティカ』ACT2／Phantom and Invisible Resonance（2022年6月24日 - 7月3日、品川プリンスホテル ステラボール / 7月8日 - 7月10日、東大阪市文化創造館 Dream House 大ホール / 7月14日 - 7月24日、京都劇場）- 京極哲太 / 日々樹渉 役[8][9]
  - 『あんさんぶるスターズ！THE STAGE』-Witness of Miracle-（2022年10月7日 - 16日、品川プリンスホテル ステラボール / 11月3日 - 6日、COOL JAPAN PARK OSAKA WWホール）[10]
  - 劇団「ドラマティカ」ACT4／魔女とお菓子の家（2024年8月23日 - 9月8日、品川プリンスホテル ステラボール） - 日々樹渉 役[11]
- オフブロードウェイ・ミュージカル「bare -ベア-」（2020年1月30日 - 2月9日、草月ホール）- ジェイソン 役
- 絶響MUSICA THE STAGE（2020年7月8日 - 13日、俳優座劇場）- ストラ 役
- Toy Late Lie 第12回本公演「ふつう(仮)」（2020年10月15日 - 25日、シアターKASSAI）- 主演・田中太郎 役
- Restart! 山田邦子の門2020〜クニリンピック〜（2020年11月27日 - 12月3日、紀伊國屋ホール）
- イケメン王子 美女と野獣の最後の恋 THE STAGE～Beast Leon～（2020年12月24日 - 27日、シアター1010）- クラヴィス=ルルーシュ 役
- おねがいっパトロンさま！ The Stage（2021年9月15日 - 20日、草月ホール）- 継木葉 役[12]
- 夏の夜の夢（2021年12月18日・19日、名古屋市芸術創造センター / 12月22日 - 26日、東京芸術劇場 シアターイースト）- ヘレナ 役[13]
- 『東京カラーソニック!!』the Stage - 倉橋海吏 役
  - Vol.1（2023年2月18日 - 26日、シアター1010）[14]
  - Vol.2（2023年11月10日 - 19日、天王洲 銀河劇場）[15]
- 朗読活劇 信長を殺した男 2023（2023年4月27日 - 30日、東京芸術劇場 シアターウエスト）- 豊臣秀吉 役 他（チーム桔梗）[16]
- ロンドンコメディ Run For Your Wife（2023年7月13日、あうるすぽっと） - 新聞記者 役（日替わりゲスト）[17]
- 朗読劇「あの空を。」（2023年7月26日・30日、I'M A SHOW）[18]
- ミュージカル「コードギアス 反逆のルルーシュ 正道に准ずる騎士」（2023年9月16日 - 18日、京都劇場 / 9月23日 - 10月1日、サンシャイン劇場） - ロイド・アスプルンド 役[19]
- img Act7「ありのままに生きろ。今」（2024年4月5日 - 7日、ABCホール / 4月11日 - 13日、北九州芸術劇場 小劇場 / 4月25日 - 5月2日、彩の国さいたま芸術劇場 小ホール） - 工藤薫 役[20]
- SUPERNOVA stage005「遠く吠えて花火をあげる」（2024年5月22日 - 6月2日、王子小劇場） - ウツロ 役[21]
- Solliev0（2024年8月2日 - 12日、 品川プリンスホテル クラブeX） - 御子柴千大 役[22]
- 水木英昭プロデュース Vol.28 20周年記念公演「虹色唱歌」（2024年10月18日 - 22日、紀伊國屋ホール / 11月3日・4日、近鉄アート館）[23]
- 舞台「魔道祖師」邂逅編（2025年3月22日 - 30日、シアターH / 4月4日 - 6日、京都劇場） - 聶懐桑 役[24]
- One on One 36th note「呼吸する島」（2025年6月19日 - 29日、赤坂RED/THEATER） - カイト 役[25][26]
- NOVA.companyプロデュース「ISHIN-医新-」（2025年8月27日 - 31日〈予定〉、六行会ホール）[27]
- Casual Meets Shakespeare「ヴェニスの商人 CS」（2025年11月1日 - 9日〈予定〉、IMAホール）[28]

### イベント
- あんさんぶるスターズ！ - 日々樹渉 役
  - あんステフェスティバル（2018年9月22 - 24日、横浜文化体育館 / 9月26日 - 27日、神戸ワールド記念ホール）
  - 『あんさんぶるスターズ！THE STAGE』-Party Live-（2023年3月25日・26日、ぴあアリーナMM）
- Charles Cheese Cake ＆ 山本一慶 Presents コスチュームと物語の世界 総集編「2人のタイムマシン」（2021年2月11日、滝野川会館）
- にごダイブ！2.5次元俳優×TRPGプロジェクト（2023年11月25日、時事通信ホール）[29]
- 2.5次元男子。LIVE 2025〜推しメンCLUBへようこそ〜（2025年7月11日〈予定〉、LINE CUBE SHIBUYA）[30]

### WEBムービー
- マヒルに ついて ～ about a M～（2018年） - 背塩 役

### 書籍
- ヴィジュアルブック「theater of fairytale」青い鳥の章（2019年10月6日、theater of fairytale）ISBN 978-4909799036